# Wakonda
Wakonda è un centro abitato (town) degli Stati Uniti d'America, situato nella contea di Clay nello Stato del Dakota del Sud. La popolazione era di 321 persone al censimento del 2010.

## Storia
Un ufficio postale chiamato Wakonda è stato in funzione dal 1886. Wakonda venne intrecciata nel 1888. Il nome deriva dalla lingua sioux.

## Geografia fisica
Wakonda è situata a 43°00′23″N 97°06′21″W (43.006503, -97.105747).
Secondo lo United States Census Bureau, ha un'area totale di 0,39 miglia quadrate (1,01 km²).

## Società

### Evoluzione demografica
Secondo il censimento del 2010, c'erano 321 persone.

### Etnie e minoranze straniere
Secondo il censimento del 2010, la composizione etnica della città era formata dal 98,4% di bianchi, lo 0,3% di afroamericani, e l'1,2% di altre razze. Ispanici o latinos di qualunque razza erano l'1,2% della popolazione.